# Wereldbeker schaatsen 2023/2024 - Wereldbeker 6
De Wereldbeker schaatsen 2023/2024 Wereldbeker 6 was de zesde wedstrijd van het wereldbekerseizoen die van 2 tot en met 4 februari 2024 plaatsvond op de Gaétan Boucher Oval in Quebec, in Canada.

## Tijdschema
| Datum               | Tijd (CET) | Onderdeel                                                                            |
| ------------------- | ---------- | ------------------------------------------------------------------------------------ |
| Vrijdag 2 februari  | 19:30      | 1000 m vrouwen 1000 m mannen 3000 m vrouwen 5000 m mannen                            |
| Zaterdag 3 februari | 20:30      | 1500 m mannen 1e 500 m vrouwen 1e 500 m mannen teamsprint vrouwen massastart mannen  |
| Zondag 4 februari   | 20:30      | 1500 m vrouwen 2e 500 m mannen 2e 500 m vrouwen teamsprint mannen massastart vrouwen |

## Podia

### Mannen
| Wedstrijd  | Goud                                           | Tijd              | Zilver                                                                     | Tijd              | Brons                                                        | Tijd              |
| 1e 500 m   | Jordan Stolz Verenigde Staten                  | 34,51             | Laurent Dubreuil Canada                                                    | 34,59             | Yuma Murakami Japan                                          | 34,67             |
| 2e 500 m   | Jordan Stolz Verenigde Staten                  | 34,36             | Marek Kania Polen                                                          | 34,69             | Piotr Michalski Polen                                        | 34,72             |
| 1000 m     | Jordan Stolz Verenigde Staten                  | 1.07,96           | Tatsuya Shinhama Japan                                                     | 1.08,34           | Ning Zhongyan China                                          | 1.08,49           |
| 1500 m     | Jordan Stolz Verenigde Staten                  | 1.44,01           | Ning Zhongyan China                                                        | 1.44,79           | Connor Howe Canada                                           | 1.45,73           |
| 5000 m     | Ted-Jan Bloemen Canada                         | 6.13,87           | Davide Ghiotto Italië                                                      | 6.17,18           | Hallgeir Engebråten Noorwegen                                | 6.17,56           |
| Massastart | Shomu Sasaki Japan                             | 60 punten 7.56,06 | Chung Jae-won Zuid-Korea                                                   | 40 punten 7.56,11 | Livio Wenger Zwitserland                                     | 20 punten 7.56,15 |
| Teamsprint | Polen Marek Kania Piotr Michalski Damian Żurek | 1.18,71           | Noorwegen Henrik Fagerli Rukke Bjørn Magnussen Håvard Holmefjord Lorentzen | 1.18,80           | Verenigde Staten Austin Kleba Cooper McLeod Zach Stoppelmoor | 1.18,81           |

### Vrouwen
| Wedstrijd  | Goud                                               | Tijd              | Zilver                                              | Tijd              | Brons                                                         | Tijd              |
| 1e 500 m   | Kim Min-sun Zuid-Korea                             | 37,69             | Femke Kok Nederland                                 | 37,70             | Tian Ruining China                                            | 38,05             |
| 2e 500 m   | Femke Kok Nederland                                | 37,71             | Kim Min-sun Zuid-Korea                              | 37,91             | Erin Jackson Verenigde Staten                                 | 37,94             |
| 1000 m     | Miho Takagi Japan                                  | 1.14,19           | Femke Kok Nederland                                 | 1.15,07           | Isabel Grevelt Nederland                                      | 1.15,72           |
| 1500 m     | Joy Beune Nederland                                | 1.55,50           | Han Mei China                                       | 1.56,39           | Melissa Wijfje Nederland                                      | 1.56,89           |
| 3000 m     | Irene Schouten Nederland                           | 4.01,11           | Joy Beune Nederland                                 | 4.02,62           | Valérie Maltais Canada                                        | 4.02,73           |
| Massastart | Sandrine Tas België                                | 60 punten 8.27,59 | Ramona Härdi Zwitserland                            | 43 punten 8.27,77 | Michelle Uhrig Duitsland                                      | 24 punten 8.27,83 |
| Teamsprint | Nederland Marrit Fledderus Naomi Verkerk Femke Kok | 1.27,09           | Polen Andżelika Wójcik Iga Wojtasik Karolina Bosiek | 1.27,79           | Kazachstan Inessa Shumekova Alina Dauranova Yekaterina Aydova | 1.29,16           |